# Roman Dallmajer
Roman Dallmajer (ur. 5 lutego 1844 w Samborze, zm. 23 października 1914 w Obrenovacu) – polski poeta, lekarz, powstaniec styczniowy, później żołnierz armii serbskiej, pułkownik.

## Życiorys

### Początki
Urodził się w Samborze, w rodzinie oficjalisty sądu okręgowego. W chwili wybuchu powstania styczniowego chodził do szóstej klasy gimnazjum w Drohobyczu. Pod pretekstem wyjazdu do dziadka porzucił szkołę i podjął walkę powstańczą. Wstąpił do I roty dowodzonego przez Franciszka Rochebruna pułku Żuawów śmierci. W chwili przyjęcia do pułku był tam najmłodszym żuawem.

### Szlak Powstania Styczniowego
Z Żuawami przeszedł szlak bojowy uczestnicząc w bitwach pod Miechowem, Sosnówką, Chroberzą. W bitwie pod Grochowiskami został ranny w głowę. Powrócił z wojskami Langiewicza do Tarnowa. Następnie podjął walkę na Lubelszczyźnie, w oddziale dowodzonym przez Jana Zapałowicza - Żalplachtę. Wziął udział w walce pod Tyszowcami i pod Tuczapami. W tej ostatniej został ponownie ranny, otrzymując cios bagnetem w ramię i bok. Powrócił do Galicji, gdzie poddał się kuracji, po czym ponownie, po raz trzeci powrócił do udziału w powstaniu. Na początku 1864 wstąpił do oddziału dowodzonego przez hr. Wojciecha Komorowskiego. 18 stycznia 1864 wziął udział w bitwie pod Starą Wsią. Po przegranej walce uciekł, przekraczając granicę, do Sokala. Tam schronił się w klasztorze. Później ukrywał się jeszcze w domu rodzinnym w Samborze. Tam podczas rewizji został zatrzymany, aresztowany i osadzony w więzieniu.

### Lata późniejsze
Po odbyciu kary więzienia Dallmajer wyjechał na emigrację do Serbii. Ukończył tam studia medyczne i przez długie lata służył jako żołnierz armii serbskiej, awansując w niej aż do stopnia pułkownika. Mieszkał w Obrenovacu nad Sawą, gdzie założył rodzinę. Myślał o powrocie do kraju. Nie było to jednak możliwe ze względu na wojnę na Bałkanach. Dla uczczenia pięćdziesiątej rocznicy wybuchu powstania napisał Moje wspomnienia z powstania 1863 - 1864 roku, które w 1912 roku opublikował w Lipsku. Według spisu serbskich lekarzy poległych podczas wojen bałkańskich i I wojny światowej, Roman Dallmajer zmarł w Obrenovacu 23 października 1914 roku na wadę serca.